# Лазебникова, Анна Юрьевна
Анна Юрьевна Лазебникова (род. 31 июля 1950 года) — советский и российский педагог, специалист в области преподавания обществознания, член-корреспондент РАО (2006).

## Биография
Родилась 31 июля 1950 года.
С 1975 года работает в Институте содержания и методов обучения Академии педагогических наук, совмещая её с преподаванием в средней, а затем и в высшей школах.
В 1983 году защитила кандидатскую («Формирование у школьников классового подхода к общественным явлениям при изучении курса обществоведения»), а 2001 году — докторскую («Методологические и методические основы формирования философских знаний учащихся при изучении обществоведения») диссертации.
В 2006 году избрана членом-корреспондентом РАО от Отделения общего среднего образования, входит в состав бюро Отделения общего среднего образования РАО.
В настоящее время — заведующая лабораторией социально-гуманитарного общего образования Института стратегии развития образования РАО.

## Научная деятельность
Российский специалист в области теории и методики преподавания обществознания в школе.
Автор более 250 публикаций по проблемам общего среднего образования, изучения школьного курса обществознания, оценки уровня подготовки учащихся.
Является одним из ведущих авторов и титульным редактором линии учебников обществознания для основной и старшей школы, созданных под общим научным руководством академика РАО Л. Н. Боголюбова.
Участвовала в разработке концепции обществоведческого курса, руководила коллективом разработчиков учебных программ по предмету с учётом требований ФГОС. Участвовала в разработке и обновлении содержания контрольно-измерительных материалов ЕГЭ по обществознанию и структуры проверочной работы. Предложила ряд моделей заданий, которые после апробации вошли в состав контрольно — измерительных материалов. На протяжении нескольких лет была председателем федеральной комиссии разработчиков КИМ ЕГЭ по обществознанию.
Главный редактор входящего в перечень ВАК журнала «Преподавание истории и обществознания в школе».
- Современное школьное обществознание. Вопросы теории и методики. — М.: Школа-Пресс. 2000. — 10 п.л.
- Уроки обществознания в 11 классе. Методическое пособие по курсу «Человек и общество». — М.: Дрофа. 2003. 12 п.л. В соавт.
- Массовая культура: Учебное пособие для 10-11 классов общеобразоват. учреждений. М., Изд. «Русское слово», 2005. 12 п.л.
- О преподавании обществознания в средней школе с учётом результатов Единого государственного экзамена 2005 года // Народное образование. — 2006. — N 9. — С. 135—139. — 0,5 п.л.- В соавт.
- Государственная (итоговая) аттестация в 9 классе: подходы к разработке измерителей. Федеральный институт педагогических измерений: сборник статей / Под ред. А. Г. Ершова, Г. С. Ковалевой. — М.: Эксмо, 2007. — 0,7п.л.
- Методические рекомендации по оцениванию заданий с развернутым ответом: Обществознание. — М.: ФИПИ, 2007. — 6,5 п.л. В соавт.
- Контрольные измерительные материалы базового уровня: подходы к разработке // ОКО. Оценка качества образования. — 2008, № 4. — 0,5 п.л. В соавт.
- Концепция обществоведческого образования в современной школе. / Преподавание истории и обществознания в школе, 2008, № 6. — 1 п.л. В соавт.
- Типичные ошибки при выполнении заданий Единого государственного экзамена по обществознанию — М., "Русское слово, 2009. — 5 п.л. В соавт.
- Модели и структуры содержания общего среднего образования: отечественный и зарубежный опыт: монография/ под.ред. М. В. Рыжакова, А. А. Журина.-М;СПб: Нестор-История, 2012, 16 п.л. В соавт.
- Стандарты второго поколения. Примерные программы по учебным предметам. Обществознание 5 — 9 классы. — М.: Просвещение. 2010. — 2,5 п.л. Рук. авт. коллектива
- «Обществознание». Примерные программы среднего (полного) общего образования. 10 — 11 класс. Программа. — М.: ВЕНТАНА-ГРАФ, 2012. Титульный редактор. В соавт.
- Поиски форм стандартизации содержания образования в 1990-е гг. // Преподавание истории и обществознания в школе. — 2014. — № 5. — 0, 7 п.л. В соавт.
- Образовательные стандарты начала 2000-х гг.: от чего и к чему переходит школа // Преподавание истории и обществознания в школе. — 2014. — № 6. — 0,5 п.л..
- Влияние требований и стандартизированных форм единого экзамена на изучение обществознания в старшей школе // ж. Преподавание истории и обществознания в школе № 10, 2013. 1 п.л.
- Методические рекомендации по некоторым аспектам совершенствования преподавания обществознания. // fipi/ files/document/140934725/metod_rekom_ob_2014
- Обществознание: Практический справочник для подготовки к ЕГЭ/ — М., Астрель, 2014, 8 п.л.
- Дискуссионные вопросы преподавания обществознания // European Social Science Journal (Европейский журнал социальных наук). — 2015. — № 9. 0,5 п.л. В соавт.
- ЕГЭ 2015. Обществознание. Практикум по выполнению типовых тестовых заданий ЕГЭ — М.: Издательство «Экзамен», 2015. — 7 п.л. В соавт.
- Обществознание. Планируемые результаты. Система заданий. 5 — 9 классы: пособие для учителей общеобразоват. организаций / Под ред. Г. С. Ковалёвой, О. Б. Логиновой. — М.: Просвещение, 2015. — 10 п.л. В соавт.
- ЕГЭ. Практикум по обществознанию: подготовка к выполнению заданий части 2 — М.: Издательство «Экзамен», 2015. — 5 п.л. В соавт.